# Borislav Cvetković
Borislav Cvetković (in serbo Борислав Цветковић?; Karlovac, 30 settembre 1962) è un allenatore di calcio ed ex calciatore serbo, di ruolo attaccante.

## Biografia
Figlio di Zvonko e fratello minore di Zvjezdan, nacque a Karlovac il 30 settembre 1962.

## Caratteristiche tecniche
Era un attaccante abile nel dribbling; questa sua abilità gli ha fatto guadagnare il soprannome di Anguilla di Karlovac durante la sua militanza in Italia.

## Carriera

### Giocatore

#### Club
Cresce calcisticamente nel Karlovac per poi affermarsi nella Dinamo Zagabria, con i Modri esordisce  nel 1980 nella massima divisione jugoslava; vince poi il titolo jugoslavo nel 1982. Quattro anni più tardi passa alla Stella Rossa, in cui si afferma anche a livello internazionale: la squadra partecipa infatti alla Coppa dei Campioni arrivando fino ai quarti; è qui fermata dal Real Madrid, tuttavia Cvetković diventa il capocannoniere della manifestazione grazie ai 7 gol segnati.
Dopo un altro titolo conquistato nel 1988 viene ingaggiato dall'Ascoli di Costantino Rozzi, che è inizialmente guidato da Ilario Castagner. Resta nelle Marche per tre anni, i primi due in Serie A, scendendo in campo nella massima divisione italiana per 59 volte e realizzando 13 reti.
La carriera subisce però un brusco stop nel 1991, quando il calciatore è vittima di un grave infortunio che lo tiene fermo per un intero anno solare. In seguito va a giocare in Serie D, prima nella Maceratese e poi nella Casertana, per chiudere definitivamente la carriera nel 1995 tra le file del Borac Čačak.

#### Nazionale
Cvetković prende parte al campionato d'Europa 1984 venendo schierato in occasione delle sconfitte contro Danimarca e Belgio. Poco dopo partecipa però alla XXIII Olimpiade, e qui vince la medaglia di bronzo e diventa anche il capocannoniere della manifestazione con 5 reti. In totale indossa la maglia della Jugoslavia per 14 volte e segna 2 gol.

### Allenatore
Dopo il ritiro torna nell'ex-Jugoslavia raccogliendo esperienze, tra le giovanili prima e per la prima squadra, sulla panchina dell'Obilić e nel 2005-2006 è assistente tecnico di Walter Zenga nella Stella Rossa di Belgrado. È stato anche vice di Dragomir Okuka sulla panchina della Serbia e Montenegro under 21 nel 2004.
Sarà il vice di Zdeněk Zeman alla Stella Rossa. Dalla stagione 2009-2010 è l'allenatore dell'FK Sopot squadra B della Stella Rossa che partecipa alla Prva liga Srbija, il secondo livello.

## Statistiche

### Cronologia presenze e reti in nazionale
| Cronologia completa delle presenze e delle reti in nazionale ― Jugoslavia | Cronologia completa delle presenze e delle reti in nazionale ― Jugoslavia | Cronologia completa delle presenze e delle reti in nazionale ― Jugoslavia | Cronologia completa delle presenze e delle reti in nazionale ― Jugoslavia | Cronologia completa delle presenze e delle reti in nazionale ― Jugoslavia | Cronologia completa delle presenze e delle reti in nazionale ― Jugoslavia | Cronologia completa delle presenze e delle reti in nazionale ― Jugoslavia | Cronologia completa delle presenze e delle reti in nazionale ― Jugoslavia |
| Data                                                                      | Città                                                                     | In casa                                                                   | Risultato                                                                 | Ospiti                                                                    | Competizione                                                              | Reti                                                                      | Note                                                                      |
| ------------------------------------------------------------------------- | ------------------------------------------------------------------------- | ------------------------------------------------------------------------- | ------------------------------------------------------------------------- | ------------------------------------------------------------------------- | ------------------------------------------------------------------------- | ------------------------------------------------------------------------- | ------------------------------------------------------------------------- |
| 1-6-1983                                                                  | Sarajevo                                                                  | Jugoslavia                                                                | 2 – 1                                                                     | Romania                                                                   | Amichevole                                                                | -                                                                         | 30’                                                                       |
| 2-6-1984                                                                  | Oeiras                                                                    | Portogallo                                                                | 2 – 3                                                                     | Jugoslavia                                                                | Amichevole                                                                | -                                                                         | 85’                                                                       |
| 7-6-1984                                                                  | La Línea de la Concepción                                                 | Spagna                                                                    | 0 – 1                                                                     | Jugoslavia                                                                | Amichevole                                                                | -                                                                         | 46’                                                                       |
| 13-6-1984                                                                 | Lens                                                                      | Belgio                                                                    | 2 – 0                                                                     | Jugoslavia                                                                | Euro 1984 - 1º turno                                                      | -                                                                         | 76’                                                                       |
| 16-6-1984                                                                 | Lione                                                                     | Jugoslavia                                                                | 0 – 5                                                                     | Danimarca                                                                 | Euro 1984 - 1º turno                                                      | -                                                                         |                                                                           |
| 29-1-1985                                                                 | Kochi                                                                     | Cina                                                                      | 1 – 1                                                                     | Jugoslavia                                                                | Amichevole                                                                | -                                                                         | 65’                                                                       |
| 23-9-1987                                                                 | Pisa                                                                      | Italia                                                                    | 1 – 0                                                                     | Jugoslavia                                                                | Amichevole                                                                | -                                                                         |                                                                           |
| 14-10-1987                                                                | Belgrado                                                                  | Jugoslavia                                                                | 3 – 0                                                                     | Irlanda del Nord                                                          | Qual. Euro 1988                                                           | -                                                                         |                                                                           |
| 14-9-1988                                                                 | Oviedo                                                                    | Spagna                                                                    | 1 – 2                                                                     | Jugoslavia                                                                | Amichevole                                                                | 1                                                                         |                                                                           |
| 19-10-1988                                                                | Glasgow                                                                   | Scozia                                                                    | 1 – 1                                                                     | Jugoslavia                                                                | Qual. Mondiali 1990                                                       | -                                                                         | 89’                                                                       |
| 19-11-1988                                                                | Belgrado                                                                  | Jugoslavia                                                                | 3 – 2                                                                     | Francia                                                                   | Qual. Mondiali 1990                                                       | -                                                                         | 69’                                                                       |
| Totale                                                                    |                                                                           | Presenze                                                                  | 11                                                                        |                                                                           | Reti                                                                      | 1                                                                         |                                                                           |

## Palmarès

### Giocatore

#### Club
- Campionato jugoslavo: 2

Dinamo Zagabria: 1981-1982
Stella Rossa: 1987-1988
- Coppa di Jugoslavia: 1

Dinamo Zagabria: 1982-1983

#### Nazionale
- Bronzo olimpico: 1

Los Angeles 1984

#### Individuale
- Capocannoniere dei Giochi olimpici: 1

Los Angeles 1984 (5 gol)